# Éducation patriotique au Xinjiang

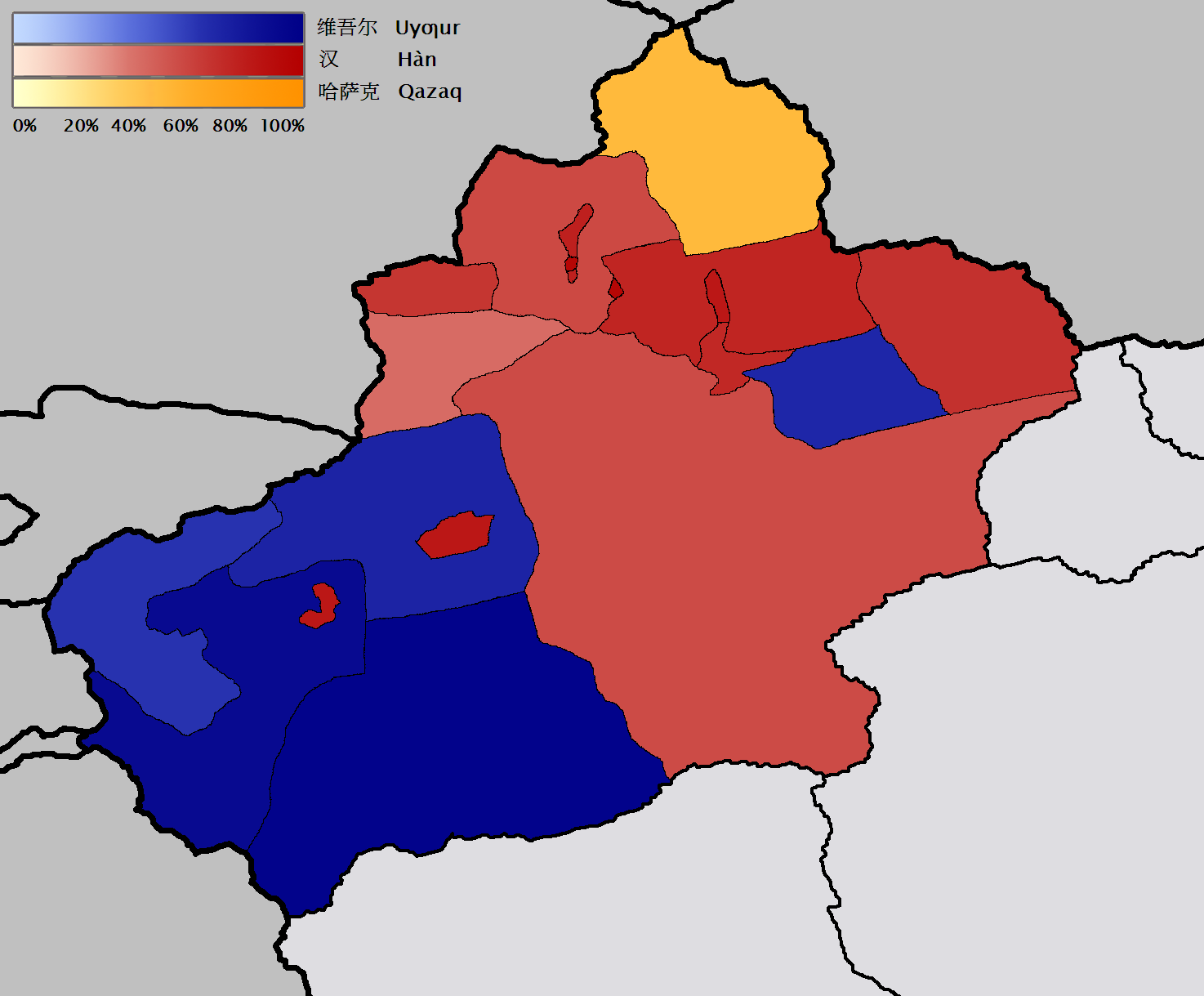
La répartition des ethnies en 2000 dans le Xinjiang.

Avec l’éducation patriotique dans le Xinjiang, engagée depuis plusieurs décennies, les autorités chinoise acculturent la population musulmane de la région du Xinjiang, en la sinisant.

## Camps d'internement
Dans les camps d'internement du Xinjiang, plusieurs techniques d’endoctrinement permettent d’inculquer aux détenus ouïghours l’amour du Parti communiste chinois et de Xi Jinping. Dans certains camps, les prisonniers sont obligés d’abandonner la bénédiction musulmane habituelle dite avant de manger, bismillah, pour des remerciements à Xi Jinping. Les détenus doivent apprendre des chants patriotiques, sont dans l’obligation de manger du porc et ont l'interdiction de prier.
Les détenus y sont appelés étudiants et doivent obtenir un diplôme. Un système de points permet d’évaluer la transformation idéologique des prisonniers leur « respect de la discipline » et leur ardeur à « l'étude ». Pour Chen Quanguo, secrétaire du Parti communiste chinois du Xinjiang depuis août 2016, les camps doivent « enseigner comme des écoles, être gérés comme à l'armée et défendus comme des prisons ». Adrian Zenz évoque une transformation des Ouïghours par l’éducation qui relève du « lavage de cerveau, de nettoyage des cœurs et d’élimination des idées diaboliques » .

## Enfants
Les enfants séparés de leurs parents sont placés dans des camps pour recevoir une éducation patriotique. L’objectif des autorités communistes est de faire de cette nouvelle génération d'Ouïghours musulmans des Hans. Selon le chercheur allemand Adrian Zenz : « Le lavage de cerveaux des enfants ouïghours s’inscrit dans un cadre comparable à celui des camps pour adultes. Dans certaines écoles, des enfants âgés de 8 mois ou d’un an, dont les deux parents ont été internés, sont présents à temps complet, week-end compris. Et ce même s’ils ont de la famille qui peut s’occuper d’eux. Même les élèves qui ont encore leurs deux parents passent de plus en plus de temps à l’école, y entrant le lundi matin pour en sortir le vendredi soir, sans possibilité de voir leur famille ». Ainsi en 2017, les autorités communistes reconnaissent la mise en place de 17 « orphelinats » supplémentaires à Kashgar,.
Pour le chercheur Adrian Zenz : « Les enfants découvriront un jour qu’ils sont différents, que leur identité a été réprimée par la force. Certains pourront répondre par la radicalisation et l’extrémisme. Cela peut créer, à terme, une nouvelle forme de terrorisme ou de séparatisme ».

## Programme «Faire famille»
À partir des années 2010 des fonctionnaires chinois visitent des familles et peuvent résider plusieurs jours chez eux. Ils questionnent les membres adultes mais aussi les enfants pour mettre au jour des comportements qualifiés de subversifs. Ils donnent une éducation patriotique et font en sorte d’obtenir des dénonciations de mauvais comportement. Un million de fonctionnaires s’attellent à cette tâche notamment dans le sud du Xinjiang . À l’issue de ce séjour un rapport est établi et les familles qui ne peuvent pas « se fondre dans la culture dominante » Han doivent intégrer des « centres de rééducation ».

## Travail forcé et éducation patriotique
Entre 2017 et 2019, selon l'Institut australien de stratégie politique (ASPI), organisme dépendant du ministère australien de la Défense, plus de 80 000 Ouïghours ont été réquisitionnés par l'État chinois pour travailler dans des usines de production appartenant à pas moins de 83 enseignes internationales. Ces travailleurs forcés reçoivent des «leçons d’éducation patriotique» en-dehors des heures de travail.